# 硒脲
硒脲是一种有机硒化合物，化学式为SeC(NH2)2。它是白色固体，可用于合成含硒杂环的化合物。

## 合成
硒脲最初于1884年由奧古斯德·維多通过硒化氢和氰胺反应制得：
H2Se + NCNH2 → SeC(NH2)2
该方法可用于工业生产，一些含取代基的硒脲可由异硒氰酸酯和仲胺反应制得：
RN=C=Se + NHR′R″   →    Se=C(NRH)(NR′R″H)